# 유럽 힙합
유럽의 힙합은 유럽 음악가들이 만든 힙합이나 그 음악을 말한다. 영국을 비롯하여 폴란드, 세르비아, 리투아니아, 네덜란드, 스웨덴, 독일 등이 특히 유명하다.

## 영국 힙합
힙합 뮤지션들이 런던의 브릭스턴을 중심으로 여러 지역에 분포해 있다.

## 폴란드 힙합
포즈난, 카토비체, 바르샤바 등이 힙합의 중심지이다. 주요 뮤지션으로 Peja, Slums Attack, KASTA Squad, Pezet, DonGuralEsko, 52 Debiec, Kaliber 44, Fenomen, Eldo, eRPe, Afro Kolektow 등이 있다.

## 세르비아 힙합
베오그라드 등을 중심으로 발달해 있다. 주요 뮤지션으로 Beograd Sindikat, Dante 등이 있다.

## 리투아니아 힙합
카우나스, 빌뉴스, 클라이페다 등지가 중심지이다. 주요 뮤지션으로 G&G Sindikatas, Ade, Liezhuvis, S&V Despotin Fam 등이 있다.

## 기타 참고자료
- 한국 힙합
- 세계의 힙합 뮤지션
- 마이스페이스 (세계 뮤지션 교류)
- 힙합 폴스카 (힙합 포탈, 공개 MP3 제공)